# FIFA Online
FIFA Online a fost un MMO gratuit de fotbal online creat de cei de la EA Sports.